# Pierre VII Papapetrou d'Alexandrie
Pour les articles homonymes, voir Pierre VII d'Alexandrie.
 (avril 2019).
Si vous disposez d'ouvrages ou d'articles de référence ou si vous connaissez des sites web de qualité traitant du thème abordé ici, merci de compléter l'article en donnant les références utiles à sa vérifiabilité et en les liant à la section « Notes et références ».
Pierre VII ou Pétros VII (en grec Πέτρος Ζ', né Papapetrou le 3 septembre 1949 à Syghari à Chypre, et mort le 11 septembre 2004 en mer Égée, fut pape et patriarche orthodoxe d'Alexandrie et de toute l'Afrique du 21 février 1997 au 11 septembre 2004.

## Biographie
À l'âge de 12 ans, il entre comme novice au monastère de Mahaira, à Chypre. La même année, il est admis au séminaire de Saint-Barnabé.
En 1969, à la sortie du séminaire, il est ordonné diacre et rejoint le clergé d'Alexandrie.
En 1974, il reçoit une bourse du ministère grec des Affaires étrangères pour poursuivre des études de théologie à la Faculté de théologie d'Athènes. Il en sort en 1978. Peu de temps après, il est élevé au rang d'archimandrite (équivalent d'un abbé catholique).
En 1983, il est élu évêque de Babylone. Enfin, en 1996, il est promu patriarche d'Alexandrie et de toute l'Afrique.
Il est mort dans un accident d'hélicoptère le transportant avec 16 autres personnes vers le mont Athos, dans le nord-est de la Grèce. Son corps a été retrouvé le lendemain par les équipes de sauvetage.

## Source
- (en) « PETROS VII (1996-2004) », The official web site of Greek Orthodox Patriarchate of Alexandria and All Africa (consulté le 15 avril 2023)